# Leucothyreus fuscicollis
Leucothyreus fuscicollis är en skalbaggsart som beskrevs av Blanchard 1851. Leucothyreus fuscicollis ingår i släktet Leucothyreus och familjen Rutelidae. Inga underarter finns listade i Catalogue of Life.